# Zhu Ziyang
Zhu Ziyang (chinesisch 朱紫阳, Pinyin Zhū Zǐyáng; * 7. Februar 1996) ist ein  chinesischer Eishockeyspieler, der seit 2019 bei ORG Beijing in der russischen Wysschaja Hockey-Liga unter Vertrag steht.

## Karriere
Zhu Ziyang begann seine Karriere als Eishockeyspieler bei der Amateurmannschaft aus Harbin, für die er bereits als 14-Jähriger in der chinesischen Liga debütierte und mit der er 2011 chinesischer Meister werden konnte. 2019 wechselte er zu ORG Beijing in die russische Wysschaja Hockey-Liga.

### International
Für China nahm Zhu Ziyang im Juniorenbereich an den U18-Weltmeisterschaften 2011 und 2012 in der Division II und 2013, als er Torschützenkönig des Turniers wurde, in der Division III sowie den U20-Weltmeisterschaften der Division III 2012, 2013, als er – nun gemeinsam mit seinem Landsmann Li Hang – die beste Plus/Minus-Bilanz des Turniers aufwies, und 2015, als er gemeinsam mit Li Hang und Liu Yongshen erneut die beste Plus/Minus-Bilanz des Turniers erreichte und zudem zweitbester Torvorbereiter hinter seinem Landsmann Zuo Tianyou war, und der Division II 2014 teil. Zudem vertrat er seine Farben 2012 beim U20-Turnier des IIHF Challenge Cup of Asia.
Mit der Herren-Nationalmannschaft spielte der Angreifer bei den Weltmeisterschaften der Division II 2014, 2015 und 2016. Außerdem spielte er für das Team aus dem Reich der Mitte bei der Olympiaqualifikation für die Winterspiele in Pyeongchang 2018.

## Erfolge und Auszeichnungen
- 2011 Chinesischer Meister mit der Mannschaft aus Harbin
- 2013 Aufstieg in die Division II, Gruppe B, bei der U18-Weltmeisterschaft der Division III, Gruppe A
- 2013 Torschützenkönig bei der U18-Weltmeisterschaft der Division III, Gruppe A
- 2013 Aufstieg in die Division II, Gruppe B, bei der U20-Weltmeisterschaft der Division III
- 2013 Beste Plus/Minus-Bilanz bei der U20-Weltmeisterschaft der Division III
- 2015 Aufstieg in die Division II, Gruppe B, bei der U20-Weltmeisterschaft der Division III
- 2015 Beste Plus/Minus-Bilanz bei der U20-Weltmeisterschaft der Division III
- 2015 Aufstieg in die Division II, Gruppe A, bei der Weltmeisterschaft der Division II, Gruppe A